# Ruth Page
Ruth Page (Indianápolis, 22 de março de 1899 — Chicago, 7 de abril de 1991) foi uma coreógrafa e bailarina estado-unidense, que criou trabalhos inovadores sobre temas norte-americanos.

## Vida
Page recebeu seu treinamento de Ivan Clustine, Adolf Bolm e Enrico Cecchetti. Em 1918 ela empreendeu uma turnê pela América do Sul com a companhia de Anna Pavlova. Ela dançou em Chicago em 1919 no Bolm's Birthday of an Infanta e em Londres em 1920 com seu Ballet Intime. Em 1923/24 foi a primeira bailarina da Music Box Revue. Em 1925 ela trabalhou com os Ballets Russes e, após uma turnê pela América do Sul, apareceu com o Metropolitan Opera Ballet de 1926 a 1928.

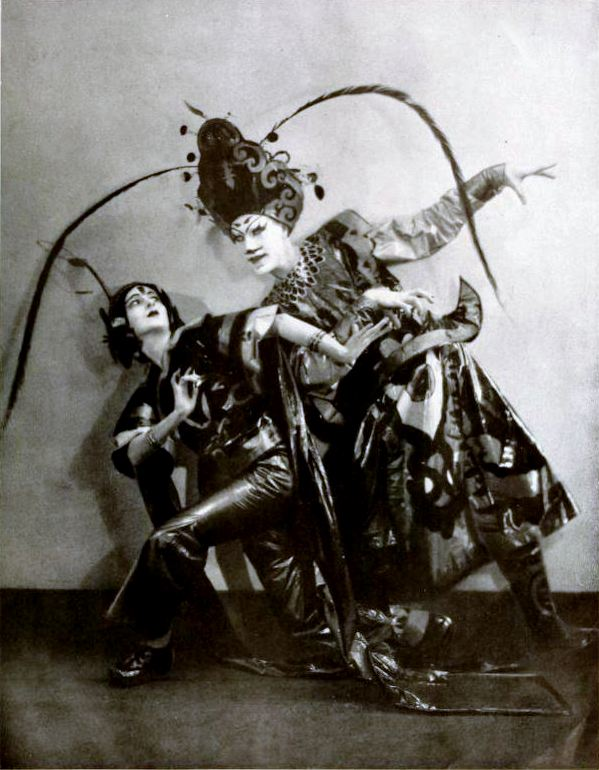
Dançando com Hubert Stowitts, de uma revista de 1923

Seguiram-se viagens ao Japão e à União Soviética. De 1929 a 1933 foi primeira bailarina e professora de balé na Ópera de Verão de Chicago, para a qual criou suas primeiras coreografias. Depois de excursionar com Harald Kreutzberg em 1932 e 1934, ela foi primeira bailarina e professora de balé na Ópera de Chicago de 1934 a 1937. Em 1937 ela empreendeu uma turnê escandinava. Em 1938, Page fundou a Page Stone Ballet Company com Bentley Stone, com quem realizou inúmeras viagens, incluindo a Paris em 1950.
Nos anos seguintes trabalhou na Chicago Lyric Opera e em sua própria companhia, que após várias mudanças de nome finalmente assumiu o nome de Chicago Ballet. Através de seu grande número de criações de balé, principalmente baseadas em ópera, e suas extensas turnês, Page se tornou uma das pioneiras do balé mais conhecidas nos Estados Unidos.